# Estadio Olímpico Pascual Guerrero
El Estadio Pascual Guerrero, también conocido como Estadio Olímpico de San Fernando, es un estadio de fútbol ubicado en Cali, Colombia. Se presta para que jueguen los clubes de fútbol América de Cali de la Categoría Primera A, América de Cali Femenino de la Liga Femenina, Atlético Fútbol Club y Boca Juniors de Cali de la Categoría Primera B. Tanto el estadio como los otros escenarios deportivos que lo rodean son considerados, unos de los complejos deportivos más completos y modernos de Latinoamérica, razón por la que se acuñó el término "Capital Deportiva de América" para la ciudad.
El Pascual, como los habitantes de la ciudad usualmente llaman al estadio, fue junto con el ya desaparecido Estadio Galilea en el barrio Versalles —lugar donde se celebraron los primeros Juegos Deportivos Nacionales en 1928— los dos primeros estadios de importancia en la ciudad. Hoy, continúa teniendo gran importancia para la realización de eventos deportivos nacionales e internacionales.

## Historia

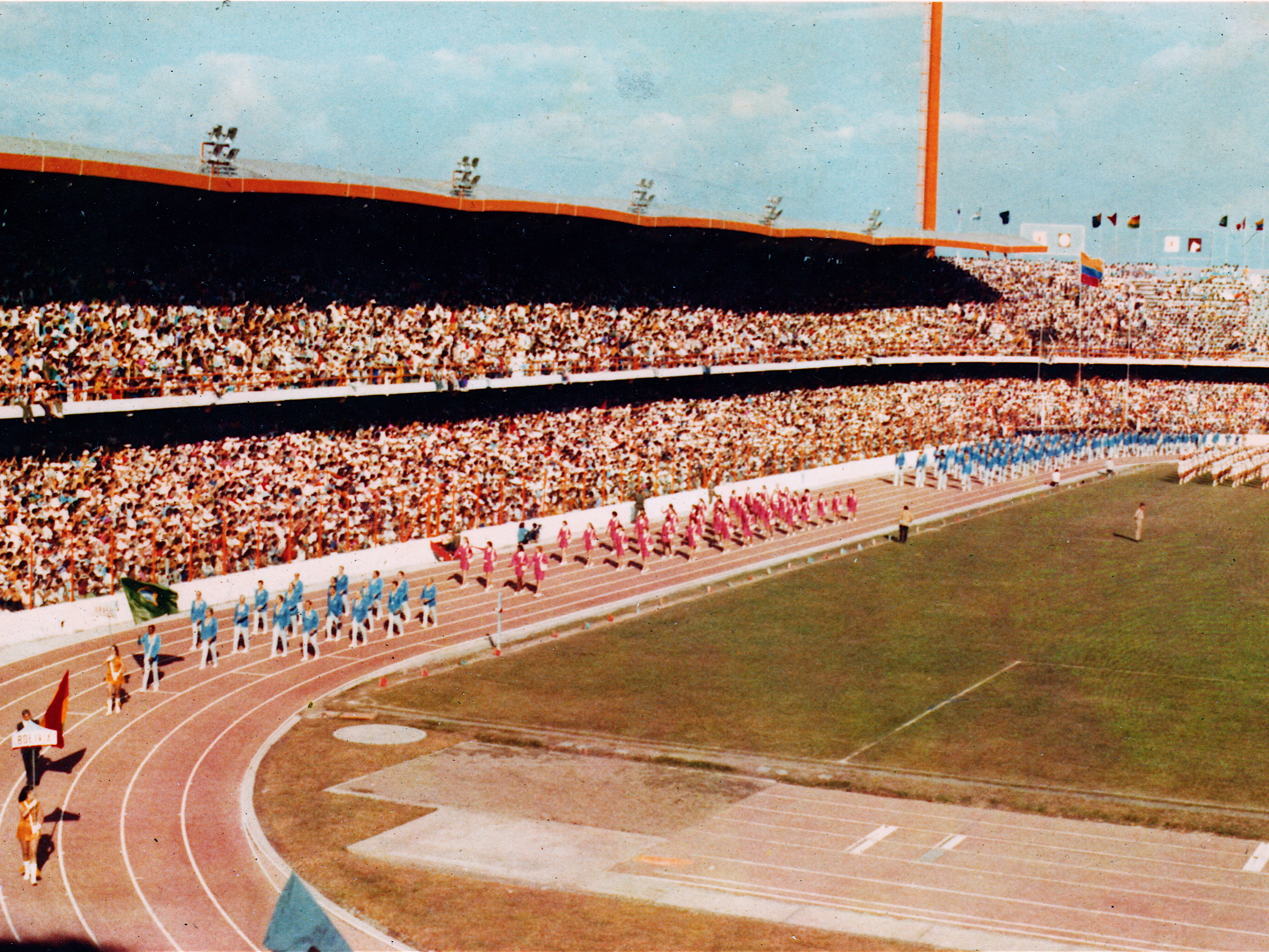
Estadio Pascual Guerrero durante los VI Juegos Panamericanos (1971)

En el año de 1935 el poeta Pascual Guerrero, le solicitó al departamento la construcción de un estadio en los predios que él ofrecía. En virtud de sus buenos oficios, el 28 de julio de 1934 la Asamblea, por medio de la Ordenanza n.º 11, determinó un auxilio de $ 50 000 pesos de la época, para iniciar las obras en terrenos que eran propiedad de Guerrero Marmolejo, en el sector de San Fernando. El 20 de julio de 1937 se terminó la construcción con capacidad para 6500 espectadores se inauguró el escenario (2500 en sombra —hoy de tres niveles— y 4000 en oriental). Terrenos totalmente libres en norte y sur, cerrados por una tapia, para la época se inauguró con el nombre de Estadio Departamental. En el importante evento estuvo presente el presidente Alfonso López Pumarejo, se organizó un Torneo Panamericano de Fútbol por las celebraciones del IV Centenario de la fundación de Cali, con la participación de Argentina (Representada por Independiente de Rivadavia), Cuba (Representada por Centro Gallego) y los seleccionados nacionales de México, Ecuador, Panamá y Colombia. El partido inaugural, a las cuatro de la tarde, estuvo a cargo de los conjuntos de Colombia y México, luego de un periodo inicial con igualdad a un gol, el triunfo fue para el equipo de Colombia por 3-1. Las primeras anotaciones en este campo fueron obra de los criollos Roberto ‘El Flaco’ Meléndez, Julio Mera y Romelio Martínez; el gol del honor para México lo marcó Carlos de la Torre
La primera apariencia física del estadio ‘Pascual Guerrero’ se mantuvo intacta por lapso de 13 años. Hacia el mes de abril de 1950, con el apoyo del Gobernador de ese tiempo, se acometieron las primeras reformas. Si bien la tribuna de oriental, conformada por unos 15 altos peldaños o gradas no experimentó cambio alguno, la parte de sombra sí, pues la cubierta vigente desde la inauguración, fue reemplazada por un techo en teja de Eternit. La capacidad se amplió a 5000 aficionados en este sector, para un total de 9000 en todo el escenario deportivo. además de esta modificación estructural, el estadio quedó con dotación de seis torres de 25 metros de alto y un total de 96 reflectores de gran potencia para partidos nocturnos. Se instalaron, igualmente, tornos automáticos para el ingreso de los aficionados, cabinas de radio (pues se narraba desde la pista de carbonilla) y camerinos para los jugadores.
Posteriormente, El 4 de noviembre de 1957 el departamento del Valle del Cauca cedió a la Universidad del Valle los predios que comprenden todo el complejo deportivo, donación ratificada por el Ministerio de Gobierno.
En el año 1948 Se jugó el primer partido de fútbol profesional en sus canchas y en 1954 el estadio fue sede de los VII Juegos Deportivos Nacionales, por lo cual fue remodelado y ampliado con la construcción de la actual tribuna de oriental (dos pisos) además de los sectores de norte y sur, de un solo nivel, para cerrar la elipse, además se construyen las Piscinas Olímpicas a su lado y llamándose desde entonces complejo deportivo San Fernando.
Ocho años más adelante, en agosto de 1962, se aprobó la construcción de la segunda planta en las tribunas de norte y sur. Terminando el año 62 estuvo listo el segundo piso de sur y a comienzos de 1963 el costado norte, a mediados de enero de 1961 se abocó el primer gran trabajo en la gramilla y drenaje del estadio.
Gracias a la designación de Cali para la realización de los VI Juegos Panamericanos, en 1971 el estadio fue reestructurado por el famoso ingeniero colombiano Guillermo González Zuleta y adecuado a las normas olímpicas de la época, para eso se le construyó una pista atlética de ocho carriles elaborada en Tartán Sintético, Foso y espacios para la realización de pruebas de lanzamiento de bala y martillo, salto largo y salto con garrocha. Se amplió la capacidad para alojar hasta 61 mil espectadores, por ello se requirió la construcción de una nueva tribuna occidental de 160 m de extensión y graderías a tres niveles, pórticos principales en forma de 'V' colocados cada 10 m y voladizos de cubierta de 18 m; sobre estos, se sostienen bóvedas aligeradas de doble curvatura de 5 cm de espesor y luces longitudinales de 20 m, es decir que se apoyan en los pórticos intermedios principales. Se le acondicionó también iluminación nocturna y tablero de anuncios electrónico. Con su reforma, la Unidad Deportiva de San Fernando, construida para los juegos nacionales de 1954, pasó a formar parte de la Unidad Deportiva Panamericana que sería la sede en 1971 de los VI Juegos Panamericanos.
En el marco de un Clásico Vallecaucano disputado el 17 de noviembre de 1982 entre el América de Cali y el Deportivo Cali una violenta estampida en los últimos minutos del partido resultó en la muerte de 24 aficionados y más de 100 heridos.[cita requerida]
Con motivo de los Juegos del Pacífico, en 1994 fueron aprobadas algunas remodelaciones físicas, entre las que se destacó su pista de Tartán Sintético, que fue reemplazada en su totalidad ajustándose a las necesidades para las competencias a realizarse en el año 1995, en las que el estadio fue sede deportiva y sitio de la inauguración de los Juegos del Pacífico.
Debido al deterioro de la tribuna norte del estadio, fue cerrada durante varios años hasta que en 1999 comenzó su remodelación. En el año 2000 Se aprobaron nuevas remodelaciones a sus instalaciones donde se tomó especial énfasis en el estudio de su integridad estructural, se corrigieron problemas locativos así como espacios para los comunicadores deportivos y la gramilla y el drenaje de su cancha fueron totalmente reemplazados; todo esto para poder albergar partidos de la Copa América a realizarse el año siguiente.
En el año 2005, con motivo de la organización de la versión 43 del Campeonato Suramericano de Atletismo, la pista sintética fue reparada en varios tramos; en esta ocasión se utilizó un material homologado por la Federación Internacional de Atletismo IAAF denominado Sport Flex. Con esto la federación ratificó la pista y acepta como oficiales las nuevas marcas que se presenten.
Desde octubre del año 2006 y con motivo de ser la sede nuevamente de los Juegos Deportivos Nacionales del 2008, se iniciaron trabajos en pistas, campos, piscinas y coliseos.

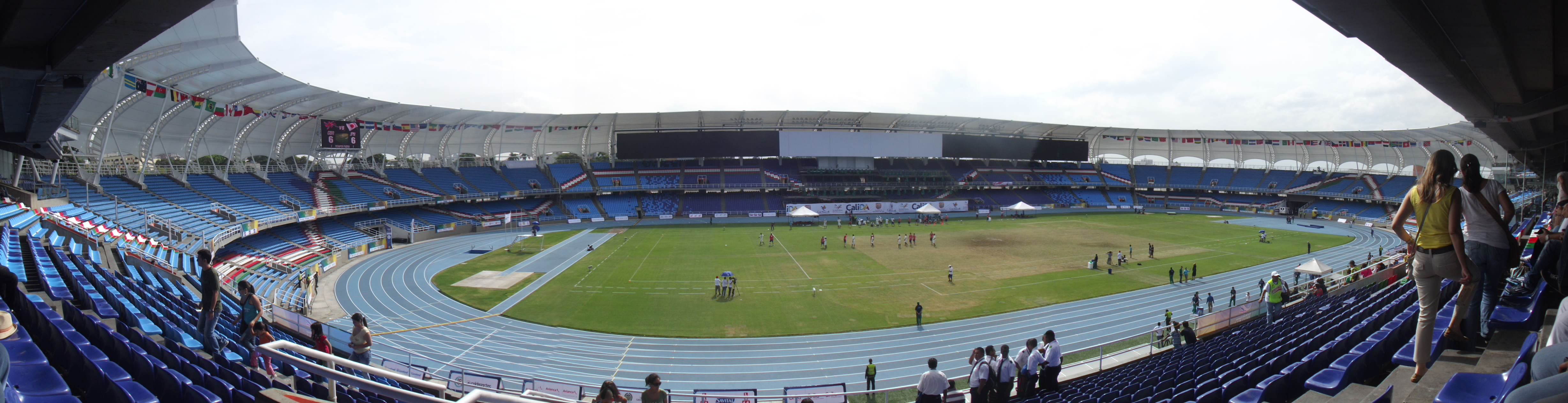
Interior del Estadio Olímpico Pascual Guerrero (2013).

### Remodelación de 2011

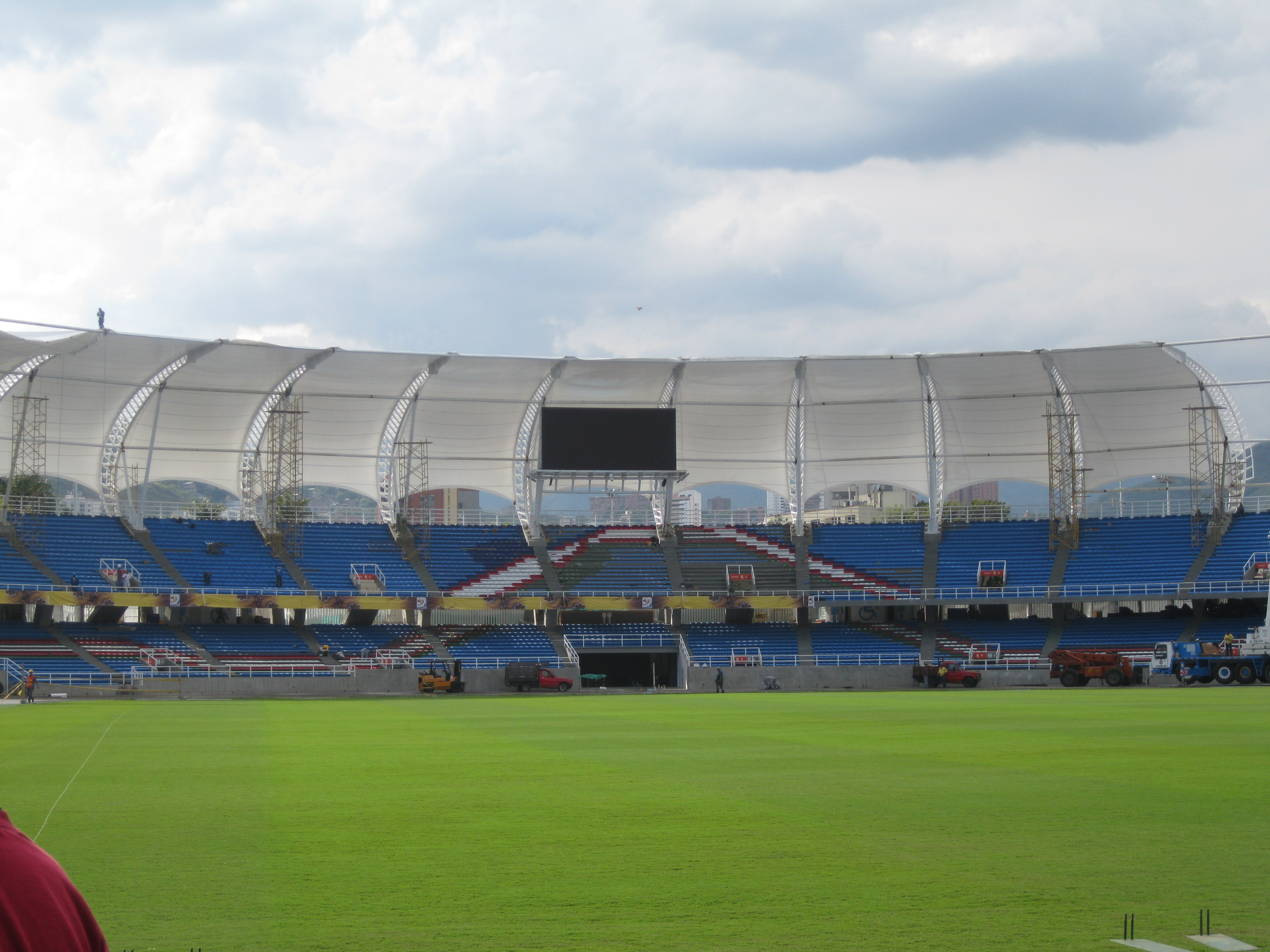
Tribuna norte, días antes del inicio de la Copa Mundial de Fútbol Sub-20 de 2011

En 2009 se inició una remodelación de cara a la Copa Mundial de Fútbol Sub-20 de 2011. Se acondicionó con silletería en todo el estadio, se adecuaron los camerinos a la norma FIFA, se construyeron palcos en la tribuna oriental, zonas vip en occidental, pantalla gigante en la tribuna norte y unos parqueaderos subterráneos en la tribuna sur. El 10 de diciembre del mismo año, se iniciaron oficialmente las obras, con presencia del alcalde de Cali Jorge Iván Ospina y del presidente de Coldeportes.
En el proyecto se contemplaba una duración de 16 meses, estimando que en junio de 2011 se terminarían. Sin embargo, las obras tuvieron sucesivos retrasos, al punto que el 18 de julio, fecha en la que se debía entregar en custodia a la FIFA para el Mundial Sub-20, la administración municipal tuvo que pedir un plazo de siete días más para terminar las obras. Finalmente, el 24 de julio se entregó a la FIFA con todavía obras por concluir, como la instalación de cubiertas en la tribuna oriental, la pista atlética entre otros.
A inicios de 2021 se inició la construcción de 44 palcos tipo oficina en la Tribuna Oriental, con el objetivo de albergar personal de prensa que hará la cobertura de los primeros Juegos Panamericanos Juveniles a realizarse en noviembre, y de la Copa América que se iba a realizar ese año en el país en conjunto con Argentina, siendo finalmente retirada la sede por parte de Conmebol debido a las protestas sociales de Colombia, atrayendo un clima de inseguridad al torneo de realizarse en el país. Después de los juegos, se pondrán los palcos en alquiler para el público en general, lo que ayudará a cubrir los gastos de esta obra, que dejará concluida en su totalidad la reforma hecha desde 2011. Se espera que la construcción tarde aproximadamente 6 meses.

### Eventos deportivos
El estadio también es sitio de entrenamiento de la Liga Vallecaucana y sede de los Juegos Escolares e Intercolegiados.
El estadio ha sido sede de los 3 eventos deportivos más importantes que se han realizado en Colombia, los VI Juegos Panamericanos, la Copa Mundial de Fútbol Sub-20 de 2011 y los Juegos Mundiales de 2013, además del Sudamericano Sub-20 de 1964, la Copa América 2001 varias ediciones de los Juegos Deportivos Nacionales, de los Juegos del Océano Pacífico Cali de 1995 y sede del Campeonato Suramericano de Atletismo 2005. En 2021 será sede de los recién creados Juegos Panamericanos Juveniles, evento multideportivo creado para atletas entre 14 y 22 años.
En el estadio se juegan regularmente Partidos del Fútbol Profesional Colombiano, Copa Sudamericana y la Copa Libertadores de América, donde hasta el 2009 era sede de los equipos de la región América de Cali y Deportivo Cali.
Actualmente los equipos que juegan sus partidos de local son América de Cali de la Categoría Primera A, Atlético F.C (antiguo Depor F.C) en la Primera B de 2009, 2010, 2011,y junto a América de Cali en 2012,2013,2014, 2015, hasta el ascenso del equipo rojo frente a Deportes Quindìo en el 2016, 2017, 2018, 2019 y Copa Colombia de 2010, 2016, 2017, 2018, 2019) y Cortuluá en la Temporada 2017 en el Torneo Apertura y Torneo finalización y también Copa Colombia y el Primer Semestre de la Primera B 2018(debido a remodelaciones en el estadio Doce de Octubre) de la Categoría Primera B.
Deportivo Cali jugaba sus partidos de local de Categoría Primera A y Copa Colombia en este estadio, pero ahora juega en el Estadio Deportivo Cali ubicado en Palmira (Valle del Cauca) desde 1948, a 2009en la Temporada 2012 en los Torneo Apertura y Torneo Finalizaciòn y Copa Colombia jugó de local en el Pascual Guerrero.
Boca Juniors de Cali jugó de local en la Categoría Primera A y Copa Colombia de 1949 a 1957.
El escenario deportivo es mencionado en la canción del Grupo Niche Cali Pachanguero: "Hay clásico en el Pascual, adornado de mujeres sin par; América y Cali a ganar, aquí no se puede empatar".

### Copa América 2001
| Fecha               | Fase    | Equipo   |                     | Resultado |                     | Equipo   | Espectadores |
| ------------------- | ------- | -------- | ------------------- | --------- | ------------------- | -------- | ------------ |
| 12 de julio de 2001 | Grupo B | Perú     | Bandera de Perú     | 3:3       | Bandera de Paraguay | Paraguay | s/d          |
| 12 de julio de 2001 | Grupo B | Brasil   | Bandera de Brasil   | 0:1       | Bandera de México   | México   | s/d          |
| 15 de julio de 2001 | Grupo B | Brasil   | Bandera de Brasil   | 2:0       | Bandera de Perú     | Perú     | s/d          |
| 15 de julio de 2001 | Grupo B | Paraguay | Bandera de Paraguay | 0:0       | Bandera de México   | México   | s/d          |
| 18 de julio de 2001 | Grupo B | Perú     | Bandera de Perú     | 1:0       | Bandera de México   | México   | s/d          |
| 18 de julio de 2001 | Grupo B | Brasil   | Bandera de Brasil   | 3:1       | Bandera de Paraguay | Paraguay | s/d          |

### Copa Mundial de Fútbol Sub-20 de 2011

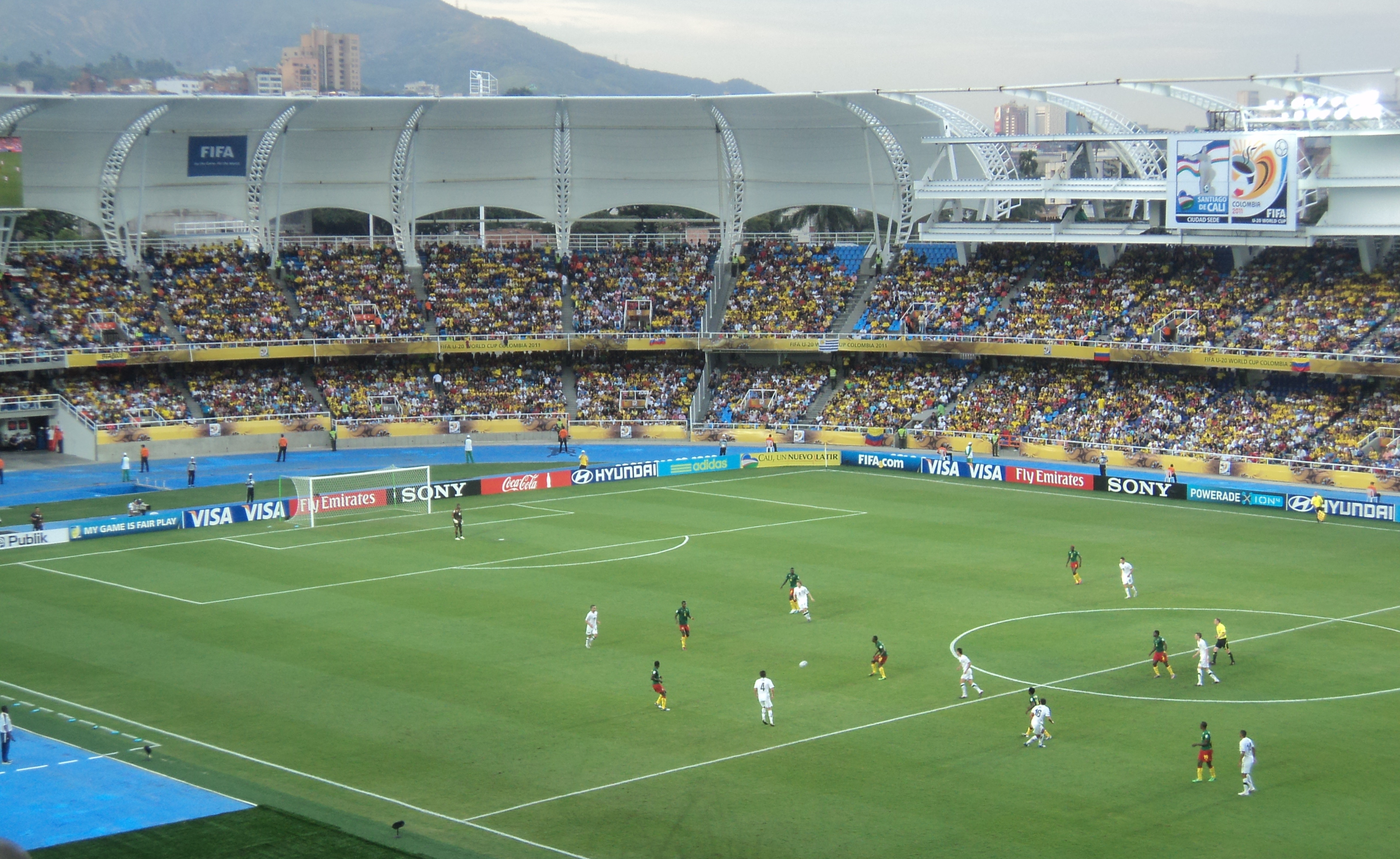
Interior del estadio, durante la disputa del encuentro entre y correspondiente a la Copa Mundial de Fútbol Sub-20.

El Estadio Olímpico Pascual Guerrero albergó 8 partidos de dicha competición mundial, entre los días 30 de julio y 14 de agosto: cinco por el Grupo B, uno del Grupo A, uno de los octavos de final y uno de cuartos.
| Fecha                | Fase             | Equipo   |                     | Resultado |                          | Equipo        | Espectadores                                                     |
| -------------------- | ---------------- | -------- | ------------------- | --------- | ------------------------ | ------------- | ---------------------------------------------------------------- |
| 30 de julio de 2011  | Grupo B          | Camerún  | Bandera de Camerún  | 1:1       | Bandera de Nueva Zelanda | Nueva Zelanda | 35 262 Archivado el 16 de octubre de 2011 en Wayback Machine.    |
| 30 de julio de 2011  | Grupo B          | Portugal | Bandera de Portugal | 0:0       | Bandera de Uruguay       | Uruguay       | 35 262 Archivado el 16 de octubre de 2011 en Wayback Machine.    |
| 2 de agosto de 2011  | Grupo B          | Uruguay  | Bandera de Uruguay  | 1:1       | Bandera de Nueva Zelanda | Nueva Zelanda | 28 884 Archivado el 16 de octubre de 2011 en Wayback Machine.    |
| 2 de agosto de 2011  | Grupo B          | Portugal | Bandera de Portugal | 1:0       | Bandera de Camerún       | Camerún       | 28 884 Archivado el 16 de octubre de 2011 en Wayback Machine.    |
| 5 de agosto de 2011  | Grupo B          | Portugal | Bandera de Portugal | 1:0       | Bandera de Nueva Zelanda | Nueva Zelanda | 31 395 Archivado el 16 de octubre de 2011 en Wayback Machine.    |
| 5 de agosto de 2011  | Grupo A          | Francia  | Bandera de Francia  | 2:0       | Bandera de Mali          | Malí          | 31 395 Archivado el 16 de octubre de 2011 en Wayback Machine.    |
| 9 de agosto de 2011  | Octavos de final | Portugal | Bandera de Portugal | 1:0       | Bandera de Guatemala     | Guatemala     | 34 264 Archivado el 16 de octubre de 2011 en Wayback Machine.    |
| 14 de agosto de 2011 | Cuartos de final | Francia  | Bandera de Francia  | 3:2       | Bandera de Nigeria       | Nigeria       | 33 007 Archivado el 23 de septiembre de 2011 en Wayback Machine. |

### Eventos culturales y musicales
El evento musical más tradicional que se realiza en el estadio es el Súper Concierto, en el cual se invitan a diferentes grupos y cantantes de moda en el marco de la celebración anual de la Feria de Cali, evento realizado entre el 25 y el 30 de diciembre. Durante los años ochenta se realizó el Festival de Orquestas que estaba en el cronograma de la Feria de Cali, en el que durante todo un día se presentaban diferentes orquestas.
El 4 de diciembre de 1992 se presentaron David Gilmour de Pink Floyd, a Roger Daltrey de The Who, a Phil Manzanera de Roxy Music y a otros músicos internacionales en el marco de un festival ecológico, de la mano del músico Chucho Merchán.
Así mismo, el estadio es el escenario principal para la realización de conciertos de artistas nacionales e internacionales. Gustavo Cerati, Juanes, Shakira, Marc Anthony, El grupo juvenil RBD, entre otros se han presentado en el escenario deportivo.
Diversas iglesias cristianas también toman en alquiler el estadio cuando no está programado un partido de fútbol para realizar allí sus eventos masivos.

## Instalaciones

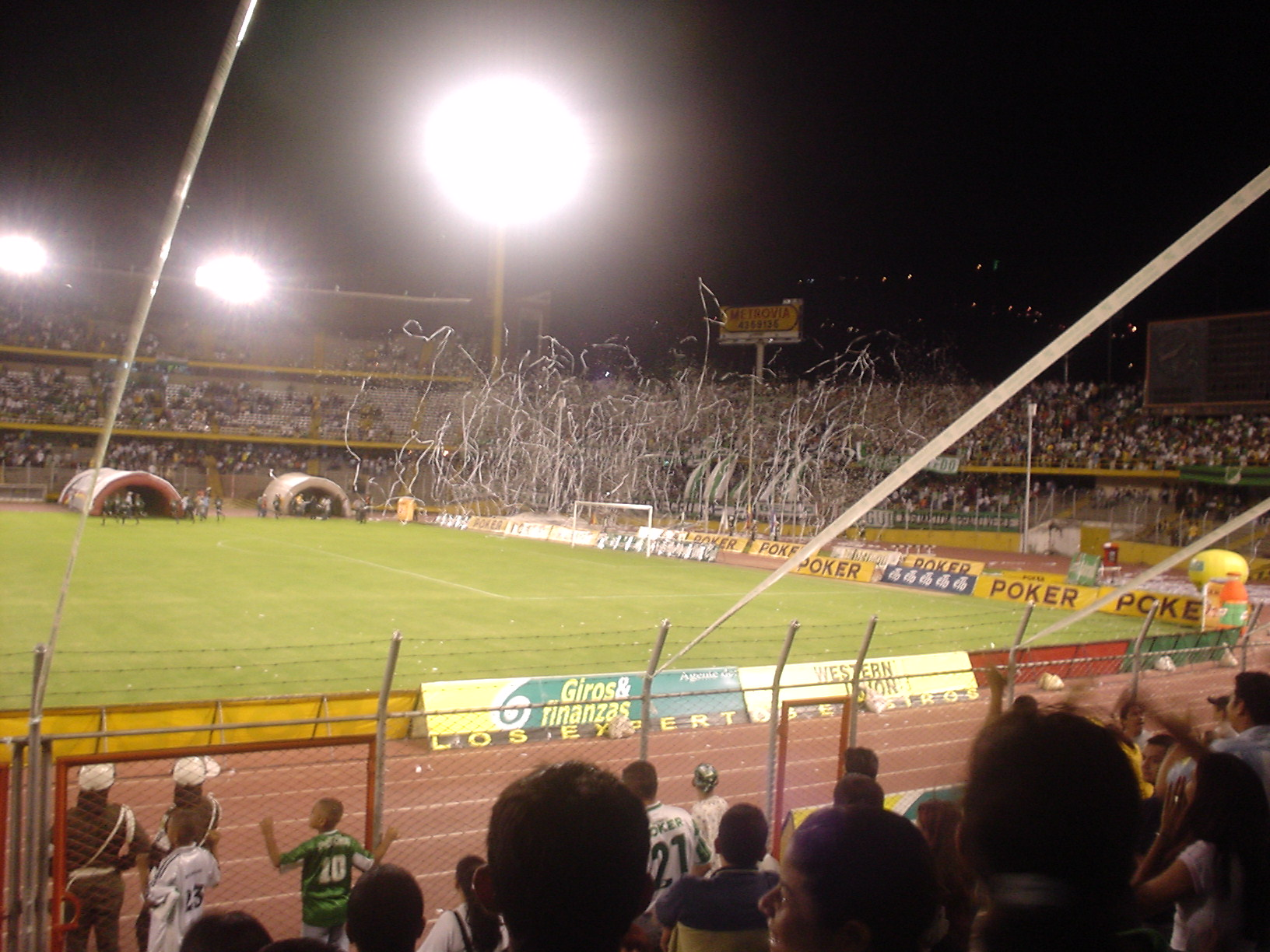
Tribuna Norte del Estadio (antes de la remodelación).

El estadio se divide en siete tribunas para los eventos deportivos (Ordenadas de menor a mayor costo):
- Tribuna Sur: Con igual precio que la tribuna norte, es la más económica. En dicha tribuna se suelen ubicar las barras Barón Rojo Sur del equipo América de Cali y Frente Radical Verdiblanco del equipo Deportivo Cali. Estas hinchadas son reconocidas por ser las "Barras bravas" de sus respectivos equipos y por sus antecedentes violentos, no pueden estar en la misma tribuna cuando los equipos de la ciudad juegan entre sí. Habitualmente la hinchada del equipo que oficia de visitante se ubica en la tribuna norte. La ubicación y posterior salida de los hinchas es controlada por la Policía Nacional y un escuadrón del ESMAD.
- Tribuna Norte: En esta tribuna, que geográficamente está ubicada al occidente, se ubicaba un antiguo tablero electrónico que por muchos años estuvo fuera de servicio. Con la remodelación de 2010, se remplazó por una pantalla gigante digital.
- Tribuna Oriental Baja: Contempla el primer de dos pisos del costado oriental del estadio. Esta es la tribuna más popular y desde donde se tiene una completa panorámica del estadio.
- Tribuna Oriental Alta: El segundo de los dos pisos del costado oriental, ofrece una vista preferencial del estadio.
- Tribuna Occidental 1.er Piso: Por este costado se ubican los camerinos, la zona de árbitros y las bancas de los dos equipos.
- Tribuna Occidental 3.er Piso: En esta tribuna están las cabinas de transmisión de los medios deportivos.
- Tribuna Occidental 2.º Piso: Es la tribuna más costosa para los eventos deportivos.

## Localización y vías de acceso
El estadio está ubicado en el tradicional barrio San Fernando, en el centro-sur de la ciudad, entre la tradicional calle 5 y la avenida Roosevelt. Junto al estadio se encuentran el gimnasio Evangelista Mora, las piscinas olímpicas Alberto Galindo y conforman la denominada Unidad Deportiva San Fernando.
El acceso desde el sur o el norte de la ciudad es por la calle Quinta, avenida por la cual pasa una troncal del Sistema de Transporte Masivo MIO, y tiene una estación justo en frente del parque Panamericano, o de las Banderas. Desde el sur se puede llegar por calle 9, subiendo por el cruce de la Carrera 34 hasta la avenida Roosevelt, donde se restringe el acceso de vehículos durante el transcurso de eventos.
Cerca de la tribuna sur está la caseta La María expendio autorizado de boletas. Con la remodelación de 2010, el estadio se equipó con 140 parqueaderos, pero suelen usarse las calles y callejones circunvecinos para parquear automóviles, con vigilancia particular no formal.